# Jem (roman)
Pour les articles homonymes, voir Jem.
Jem (titre original : Jem) est un roman de science-fiction de Frederik Pohl publié en 1979. En 1980, il remporte le National Book Award et est nommé pour le prix Hugo et le prix Nebula.
Il raconte l'histoire de l'exploration et de la colonisation de la planète Jem, sur laquelle vivent trois espèces intelligentes, par trois blocs d'états de la Terre, antagonistes mais interdépendants. Le roman se déroule dans un avenir non précisé du milieu ou de la fin du XXIe siècle ou peut-être du XXIIe siècle, Ce qui peut être déduit indirectement à travers les informations suivantes qui apparaissent au début du livre :
« Handsome, hoary old  Carl Sagan delivered the opening invocation, looking like a spry octogenarian instead of whatever incredible age he really was. »
« L'élégant et vieux Carl Sagan a fait la présentation d'ouverture avec le regard d'un alerte octogénaire au lieu de l'âge incroyable qu'il avait réellement »
.

## Synopsis
Dans le futur, la Terre est organisée en trois blocs économiques : Le bloc carburant (qu’on surnomme les « greasies ») formé par les pays de l'OPEP auxquels s'ajoute le Royaume-Uni, le bloc alimentaire (les « fats ») formés par les États-Unis et les exportateurs de produits alimentaires des Amériques et de l'Europe et le bloc des républiques populaires (les « peeps »), formé par le tiers et le quart-monde, exporte des travailleurs. Tous dépendent les uns des autres, ce qui maintient une certaine paix bien que les relations soient très tendues. C'est dans cette atmosphère que l'on découvre un objet semi-stellaire autour duquel tourne une planète un peu plus petite, appelée N-OA Bes-bes Geminorum 8426 et abrégée en Jem, sur laquelle les conditions de base de la vie humaine sont réunies. Chacun des blocs envoie des missions sur la planète.
Les premiers à arriver sur Klong, un autre nom de la planète Jem, sont les « peeps ». Finalement, les « fats », avec Dahouse comme personnage principal, parvient également à atterrir sur la planète et à créer une base, pas aussi précaire que celle du groupe des « peeps », mais beaucoup moins luxueuse que celle des « greasies ». Chaque bloc envoie une mission formée de plusieurs membres avec plusieurs caractères équivalents, tels qu'un biologiste et un traducteur. Dans le roman de Pohl, les traducteurs ont un cerveau divisé pour mieux effectuer leur travail.
Sur Jem, il y a au moins trois espèces indigènes possédant une conscience et une organisation sociale claire : les « creepies », ressemblant à des taupes; les « krinpit », ressemblant à  d'énormes crabes et les « balloonists », une espèce de méduse aérienne de la taille d'une montgolfière.
La situation de concurrence politique et sociale tendue qui règne sur Jem entre les colonisateurs de chaque bloc venant de la Terre s'achève de façon catastrophique pour les humains. Les survivants finissent par former une société apparemment utopique au fil des générations, dans laquelle les populations indigènes de Jem sont maintenues en état de servitude.